# Wodorotlenek berylu
Wodorotlenek berylu, Be(OH)
2 – nieorganiczny związek chemiczny z grupy wodorotlenków amfoterycznych. Z silnymi zasadami daje berylany, np. Na
2BeO
2 i K
2BeO
2. Na skalę przemysłową otrzymywany jest jako produkt uboczny przy wydobyciu berylu z jego rud – berylu i bertrandytu. Praktycznie nie rozpuszcza się w wodzie, jego iloczyn rozpuszczalności (dla formy α) wynosi 6,92×10−22.